# Galbella coomani
Galbella coomani es una especie de escarabajo del género Galbella, familia Buprestidae. Fue descrita científicamente por Théry en 1930.